# اختبار الإندول
اختبار الإندول هو اختبار كيميائي حيوي يتم إجراؤه على الأنواع البكتيرية لتحديد قدرة الكائن الحي على تحويل التربتوفان إلى إندول. يتم إجراء هذا التقسيم بواسطة سلسلة تتكون من عدد من الإنزيمات داخل الخلايا المختلفة، وهو نظام يشار إليه عمومًا باسم «التربتوفاناز».

## الكيمياء الحيوية
يتم إنشاء الإندول عن طريق نزع الأمين الاختزالي من التربتوفان عبر الجزيء الوسيط حمض إندوليبيروفيك. يحفز التربتوفاناز تفاعل نزع الأمين، والذي يتم خلاله إزالة مجموعة الأمين (-NH 2) من جزيء التربتوفان. وبهذا تكون النواتج النهائية للتفاعل هي الإندول وحمض البيروفيك والأمونيوم (NH 4 +) والطاقة. ويتطلب وجود فوسفات البيريدوكسال باعتباره أنزيم.

### بكتيريا الإندول الإيجابية
تشمل البكتيريا التي تم اختبارها إيجابيًا لشق الإندول من التربتوفان: Aeromonas hydrophila و Aeromonas punctata و Bacillus alvei و Edwardsiella sp. و Escherichia coli و Flavobacterium sp. و المستدمية النزلية و Klebsiella oxytoca و Proteus sp. (لا بإحراز P. وP. penneri)، القوربية الشيغيلانية ، الباستوريلة القتالة ، الباستوريلة pneumotropica، البرازية المعوية ، الضمة س. و الملبنة reuteri .

### بكتيريا الإندول السلبية
تشمل البكتيريا التي تعطي نتائج سلبية لاختبار الاندول : Actinobacillus spp. Aeromonas salmonicida ، Alcaligenes sp. most Bacillus sp. Bordetella sp. Enterobacter sp. most Haemophilus sp. most Klebsiella sp. Neisseria sp. Mannheimia الحالة للدم، الباستوريلة اليورية، المتقلبة الرائعة ، P. penneri ، الزائفة س. السالمونيلا س. السراتية س. يرسينيا س. و الريزوبيم ليرة سورية.
اختبار الإندول هو أحد الاختبارات الأربعة لسلسلة IMViC ، والتي يتم إجراؤها كدليل على وجود بكتيريا معوية. وتشمل الاختبارات الثلاثة الأخرى: اختبار الميثيل الأحمر [M] ، واختبار Voges – Proskauer [V] واختبار السترات [C].